# Laberinto de espejos

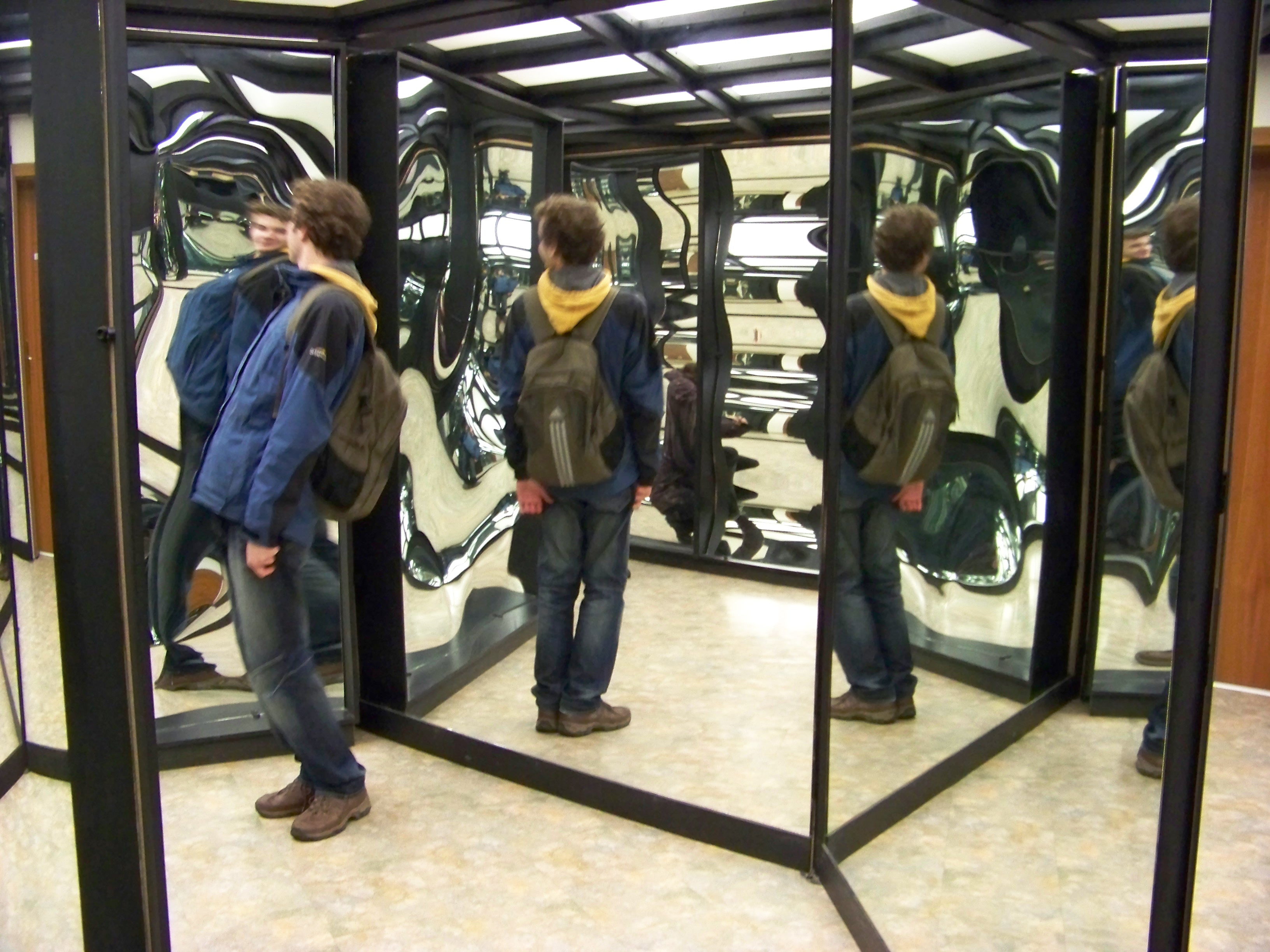
Un laberinto de espejos en la República Checa

Un laberinto de espejos es una atracción tradicional en ferias y parques de atracciones. El objeto del juego consiste en encontrar la salida de una sala donde se ha dispuesto un recorrido más o menos enrevesado, rodeado de grandes espejos. El reflejo de unos espejos en otros distorsiona la percepción del espacio, haciendo que el visitante se desoriente por completo y a veces incluso llega a cambiar la forma de tú cuerpo en el reflejo.
Los espejos suelen tener un ángulo de sesenta grados (o un múltiplo de los mismos) entre sí y a menudo forman una cuadrícula básica de triángulos equiláteros. Columnas, techos abovedados y lámparas parecen haberse multiplicado como en un caleidoscopio, produciendo la ilusión de un enorme edificio laberíntico. Para aumentar la confusión, algunos laberintos además de espejos incluyen cristales transparentes que dejan ver una parte del recorrido a la que todavía no se puede acceder. A veces los espejos pueden estar distorsionados, produciendo reflejos inusuales y desconcertantes de quien recorre el laberinto

## Historia
Los laberintos de espejos debieron surgir en el siglo XIX, puesto que un requisito previo para su construcción fue el desarrollo de una tecnología que permitiera producir grandes espejos planos en cantidades considerables y a precios asequibles. La primera patente de un laberinto de espejos fue informada por Gustav Castan de Berlín en 1888 en Francia. El primer laberinto de espejos de acuerdo con su diseño fue construido en el Palacio del Sultán en Constantinopla en 1889. En 1893 se inauguró otro laberinto de espejos en Chicago, que fue realizado de acuerdo con el mismo principio de construcción. El 'Petřín Labyrinth' de Praga en el Laurenziberg (Petřín) tiene un diseño diferente y más simple. Fue creado para la Prager Jubiläumsausstellung en 1891 y todavía existe.
Falsa historia
En numerosas fuentes de internet (incluida la versión de la Wikipedia en inglés disponible en septiembre de 2018), sin aportar referencia justificativa alguna, se indica que: 

Los orígenes de la casa de los espejos provienen de la sala de espejos del Palacio de Versalles. Tras una visita a Francia para discutir acuerdos coloniales de tierras, Peter Stuyvesant llegó al Palacio de Versalles y contempló la sala de espejos que se encontraba en el palacio. Peter (o Petris) se decidió a llevar este asombro a la ciudad colonial recién fundada de Nueva Ámsterdam, de la cual era gobernador. La Casa de los Espejos de Peter Stuyvesant se fundó en 1651 y cobró un Florín neerlandés por la admisión.

Sin embargo, un artículo del periódico New York Times publicado el 29 de enero de 2016, desacredita por completo esta fantasiosa historia.

## Algunas salas de espejos de todo el mundo

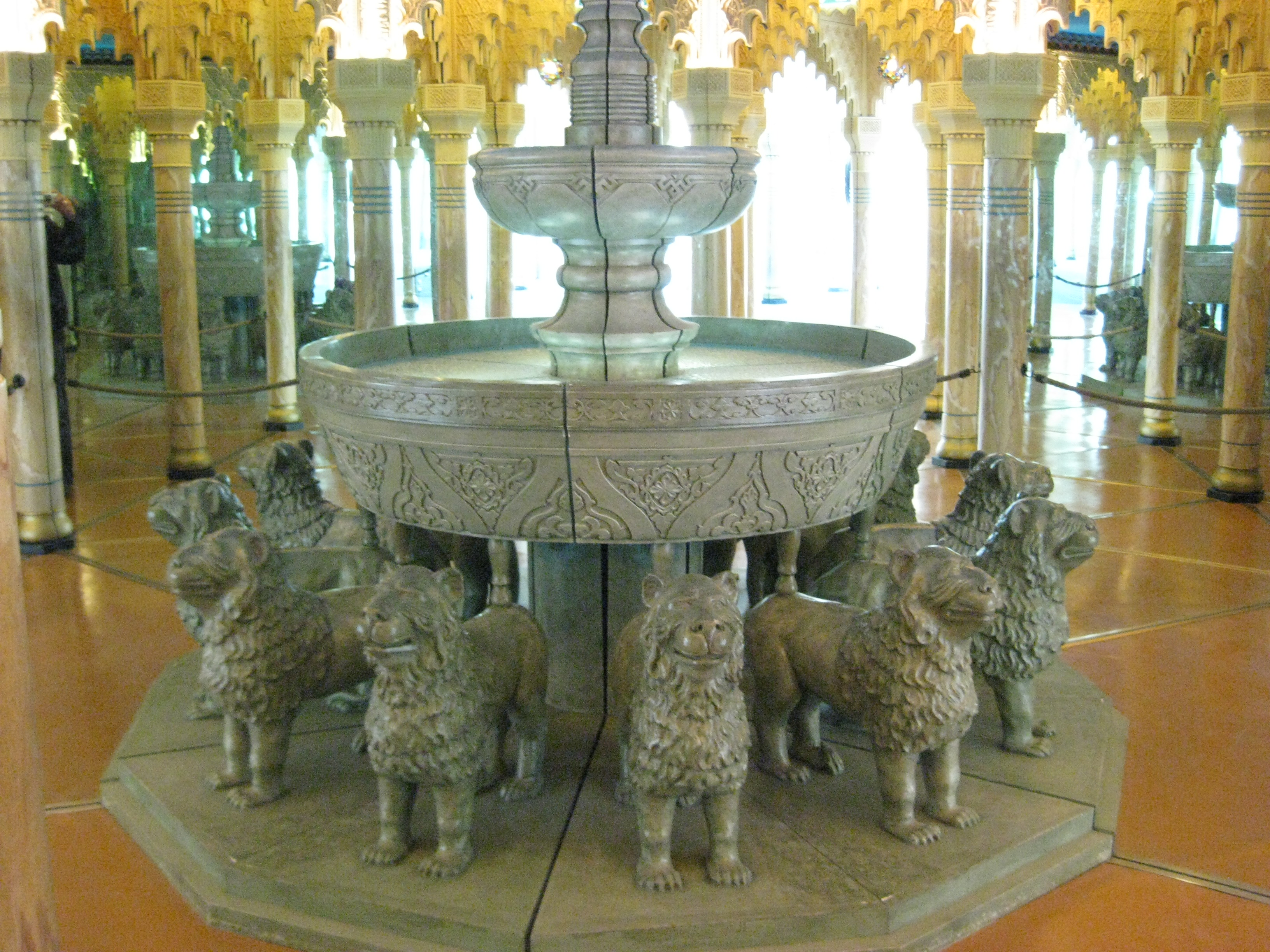
Efecto caleidoscópico basado en la Alhambra de Granada, en un salón de espejos de Lucerna

- 1001 Mirrors - Pleasureland Southport (Reino Unido)[5]
- Hall of Mirrors - Edgewater Park (Estados Unidos)[6]
- Hamburg Dungeon - Hamburgo (Alemania) (desde 2004)[7]
- Laberinto de cristal Alhambra - Lucerna (Suiza) (desde 1896)[8]
- Laberinto de espejos de Petřín - Praga (República Checa) (desde 1891)[9]
- Dragon Labyrinth - Peaugres Safari (Francia)[10]
- Laberinto de los perdidos - London Dungeons (Reino Unido)[11]
- Mirror Maze - National Sea Life Center (Reino Unido)[12]
- Magical Mirror Maze - Wookey Hole Caves (Reino Unido)[13]
- King Arthur's Mirror Maze - Longleat House y Safari Park (Reino Unido) (desde 1998)[14]
- The Amazing Emerald Forest - Butterfly Palace y Rainforest Adventure (Estados Unidos)[15]

### Cine

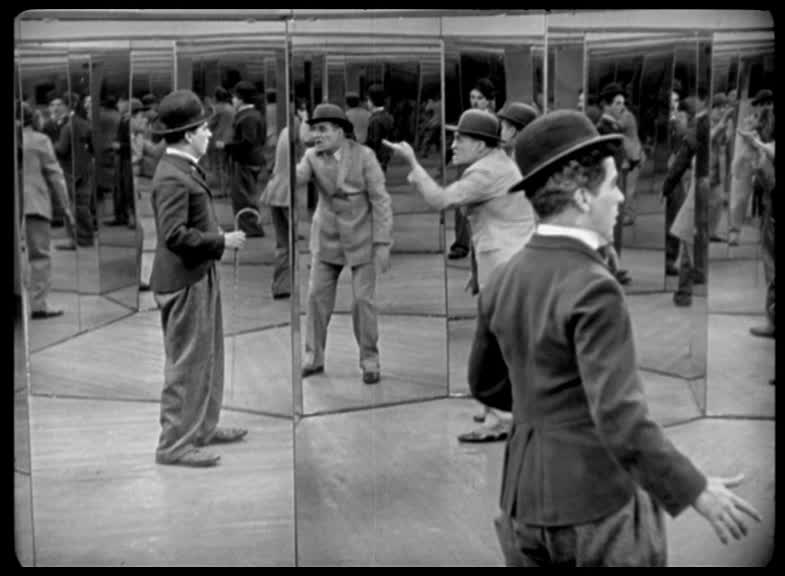
Escena en un laberinto de espejos, de la película de Charlie Chaplin El circo, de (1928)